# Přichází Satan!
Přichází satan! (anglicky The Omen) je americko-britský filmový horor z roku 1976 režírovaný Richardem Donnerem podle scénáře Davida Seltzera. V kinech se objevil v červnu 1976, získal uznání kritiků a zaznamenal výrazný obchodní úspěch, s tržbami 60 milionů USD se zařadil mezi nejvýnosnější filmy v USA. Film obdržel dvě nominace, Jerry Goldsmith nakonec dostal Oskara za nejlepší původní hudbu.

## Obsazení
| Gregory Peck            | Robert Thorn        |
| Lee Remicková           | Katherine Thorn     |
| David Warner            | Keith Jennings      |
| Billie Whitelaw         | Mrs. Baylock        |
| Harvey Spencer Stephens | Damien Thorn        |
| Patrick Troughton       | otec Brennan        |
| Martin Benson           | otec Spiletto       |
| Robert Rietti           | mnich               |
| Tommy Duggan            | kněz                |
| John Stride             | psychiatr           |
| Anthony Nicholls        | Dr. Becker          |
| Holly Palance           | chůva               |
| Roy Boyd                | reportér            |
| Freda Dowie             | jeptiška            |
| Sheila Raynor           | Mrs. Horton         |
| Robert MacLeod          | Horton              |
| Patrick McAlinney       | fotograf            |
| Betty McDowall          | americká sekretářka |
| Nicholas Campbell       | Marine              |
| Ronald Leigh-Hunt       | gentleman v Rugby   |

### Natáčení
Filmování začalo v říjnu 1975 a skončilo na konci února 1976, natáčelo se v Bishops Parku ve Fulhamu v Londýně.